# Dover District
Dover District är ett distrikt (motsvarande kommun) i grevskapet Kent i England, Storbritannien. Distriktet har 117 473 invånare (2022). Större orter är Deal och Dover. Distriktet är indelat i 35 civil parishes.